# سرگذشت دو عاشق
قصه حبیبین نام یکی از آلبوم‌های کاظم الساهر، خواننده، شاعر و آهنگساز عراقی است. این آلبوم که مشتمل بر ۱۲ آهنگ می‌باشد در سال ۲۰۰۲ میلادی و توسط شرکت عربستانی روتانا منتشر شد.

## آهنگ‌ها
- «دلع» - ۲:۵۳
- «ضللي زيدي» - ۳:۵۰
- «تقولين» - ۴:۵۵
- «عيد وحب» - ۳:۴۴
- «كان صديقي» - ۸:۵۳
- «كل مر» - ۳:۳۶
- «لو أننا» - ۵:۰۳
- «للا» - ۴:۱۳
- «مغرم» - ۴:۵۴
- «هانت عليك» - ۳:۳۰
- «يا ناس» - ۴:۰۵
- «يدك» - ۵:۲۸